# Ектопія шийки матки
Екто́пія шийки матки (лат. ectopia cervicis uteri), також ектопія епітелію шийки матки, псевдоерозія шийки матки, ерозія шийки матки, ендоцервікоз (endocervicosis) — розташування циліндричного епітелію, що вистилає канал шийки матки (endocervix), на поверхні її вагінальної частини, що зовні виглядає як червона пляма навколо зовнішнього отвору каналу. Незважаючи на те, що термін «ектопія» давно замінив застарілий термін «ерозія», останній все ще використовується лікарями.
Ектопія трапляється приблизно в половини жінок репродуктивного віку і не трапляється у жінок після 40 років.
Незважаючи на поширену думку про існування і згубність цього захворювання, ряд сучасних лікарів вважають це явище часто нормальним фізіологічно-варіабельним станом.

## Причини
При внутрішньоутробному розвитку статевих органів циліндричний епітелій спочатку покриває всю внутрішню поверхню зачатків вагіни і матки, а потім плоский епітелій заміщує циліндричний у вагіні і частково на вагінальній частині шийки матки. У зв'язку з чутливістю циліндричного епітелію до впливу гормонів, протягом життя жінки кордон циліндричного епітелію періодично зміщується назовні, приводячи до утворення ектопії, після чого знову відбувається наростання плоского епітелію. Наявність ектопії найбільш характерна для періоду новонародженості, статевого дозрівання, у юних жінок, при вагітності та використанні гормональної контрацепції. Ектопія може утворюватися при інфекціях, механічному або хімічному подразненні шийки матки.

## Симптоми
У переважній більшості випадків ектопія перебігає безсимптомно. При супутньому запаленні (цервіциті) відзначаються вагінальні виділення. У рідкісних випадках ектопія супроводжується кров'яними виділеннями після статевого акту (контактними кровотечами). Болі при статевому акті.

## Діагностика
Для точної діагностики використовують кольпоскопію.

## Лікування
Безсимптомна ектопія не потребує лікування. У низці випадків слід використати оперативні методи лікування: електрохірургічний, кріохірургічний, лазеро- та радіохірургічний, термокоагуляція, а також хімічна та фармакологічна коагуляція.

### Електрохірургія
За даними ряду досліджень, в результаті застосування електрохірургічних методів — діатермокоагуляції, діатермоконізація — епітелізація відзначається у 75-92 % хворих. При цьому можуть спостерігатися різноманітні ускладнення діатермокоагуляції. Вони виникають, за різними даними, в 6,2-40 % випадків. Найчастіші ускладнення: загострення запальних процесів, кровотечі під струпом, порушення менструального циклу, утворення синехій.

### Кріохірургія
Кріохірургічне лікування ектопії шийки матки ґрунтується на тому, що під впливом низькотемпературного охолодження відбувається комплекс біохімічних, біофізичних, фізико-хімічних реакцій, які викликають структурні і функціональні зміни в тканинах.. При кріодеструкції ектопії шийки матки досягти терапевтичного ефекту вдається в 82-97 %. Кріохірургічний метод характеризують безкровність, безболісність, можливість використання без анестезії в амбулаторних умовах.
Негативні боки кріодії: ризик недостатнього проморожування тканин, як в глибину, так і на поверхні. У результаті не знищуються всі патологічно змінені клітини. Також характерні тривалі виділення ексудату й довші терміни регенерації. Перспективний напрямок в лікуванні ектопії — застосування вуглекислотного лазера (СО2-лазера). У процесі дії СО2-лазера відбувається нагрів тканини в зоні впливу внаслідок поглинання лазерного випромінювання. Це призводить до випаровування внутрішньо- і позаклітинної рідини, нагрівання безводних клітинних структур до їх коагуляції і випаровування

### Лазерна деформація
СО2-лазер найчастіше використовують для лікування ектопії шийки матки в молодих жінок, що ще не народжували, оскільки це не призводить до порушення репродуктивної і менструальної функції. Ефективність лікування становить 98 %, а при поєднанні з лікуванням гелій-неоновим лазером вона може досягати 100 %.
Протипоказання для лазерної деструкції: злоякісні захворювання, гострі запальні захворювання геніталій, поширення патологічного процесу до 33 % довжини цервікального каналу. Відносне протипоказання — геморагічні діатези (хвороба Віллебранда, Верльгофа). Лазерні рани гояться у 2-3 рази швидше, ніж при діатермокоагуляції. Ускладнення при лазерному лікуванні бувають рідко, проте іноді може спостерігатися підвищена кровоточивість, а також вторинне інфікування рани.

### Радіохірургія
Також для лікування ектопії шийки матки застосовуються радіохірургічні методи. Радіохірургічний вплив ґрунтується на біологічних ефектах надвисокочастотного електромагнітного поля, яке надає гемостатичну, протизапальну, регенераторну, деструктивну, фіксуючу дію. Однак метод досить дорогий та малодоступний.

### Термокоагуляція
Термокоагуляція ектопії шийки матки також дає хороші результати Відповідно до досліджень, після проведення термокоагуляція повна епітелізація шийки матки відбувалася за 4 тижні у 92,7 % пацієнток. Ускладнень не було

### Хірургічні методи лікування
Хірургічні методи лікування: реконструктивно-пластичні операції (Шредера, Еммет, Штурмдорфа).

### Хімічна та фармакологічна коагуляція
Хімічна коагуляція ектопії шийки матки: фізіотерапевтична (електрофорез з цинком, за методом Г. А. Келлата), фармакологічна. Хімічну коагуляцію проводять із застосуванням препаратів ваготил (Польща) та солковагін (Швейцарія). Фармакологічна коагуляція проводиться з використанням препарату Вульностімулін (Німеччина) Вульностімулін може застосовуватися як самостійно, так і в комбінації з іншими методами деструкції.

### Нетрадиційне лікування
З немедикаментозних методів лікування найбільш часто застосовуються апаратна фізіотерапія та акупунктура.